# كريستوف كرامر
كريستوف كرامر (بالألمانية: Christoph Kramer)‏؛ مواليد 19 فبراير 1991 في سولينغن، ألمانيا، هو لاعب كرة قدم ألماني يلعب لنادي بوروسيا مونشنغلادباخ ومنتخب ألمانيا لكرة القدم فئة الشباب كوسط دفاعي. سبق له أن لعب في كأس العالم لكرة القدم وفاز به مع منتخب بلاده ألمانيا.

## الجوائز والإنجازات

### الإنجازات مع النادي أو المنتخب
| النادي أو المنتخب | البطولة    | مرات الفوز | الأعوام أو المواسم |
| ----------------- | ---------- | ---------- | ------------------ |
| المنتخب           | كأس العالم | 1          | 2014               |

## روابط خارجية
- كريستوف كرامر على موقع الاتحاد الدولي (مؤرشف)  (الإنجليزية)
- كريستوف كرامر على موقع الاتحاد الأوربي (الإنجليزية)
- كريستوف كرامر على موقع قاعدة بيانات كرة القدم.إي يو (الإنجليزية)
- كريستوف كرامر على موقع بيانات كرة القدم. دي إي (الألمانية)
- كريستوف كرامر على موقع ناشيونال فوتبول تيمز (الإنجليزية)
- كريستوف كرامر على موقع Soccerbase.com (لاعب) (الإنجليزية)
- كريستوف كرامر على موقع Soccerway.com (الإنجليزية)
- كريستوف كرامر على موقع عالم كرة القدم.نت (الإنجليزية)
- كريستوف كرامر على موقع كووورة
- كريستوف كرامر على موقع AS.com (الإسبانية)